# Dolmen de Touls
Le dolmen de Touls est un dolmen situé à Touls, dans la commune de Coltines, dans le département français du Cantal.

## Historique
Le dolmen a fait l'objet d'une fouille de sauvetage en 1969 dirigée par Henri Masseix. Il fait l'objet d'une inscription aux monuments historiques depuis 1986.

## Description
Le dolmen est du type simple. Il se compose de deux orthostates et d'une dalle de chevet supportant une table de couverture. Toutes les dalles sont constituées par la roche locale. L'orthostate sud mesure 2,05 m de longueur, pour une largeur allant de 1,35 à 1,55 m et une épaisseur moyenne de 0,30 m. L'orthostate nord mesure 1,85 m de longueur, pour une largeur allant de 1,05 à 1,25 m et une épaisseur de 0,15 à 0,30 m. La différence de hauteur entre les deux supports a été compensée par la pente du terrain. La table de couverture est de forme trapézoïdale (petite base 1,80 m, grande base 2,20 m sur 3,30 m de longueur). Elle est inclinée est-sud-est, probablement en raison de l'affaissement de la dalle support nord. La chambre est orientée est-ouest. Aucune trace du tumulus n'a pu être reconnue.
Comme tous les mégalithes du Cantal, il a été érigé dans un espace découvert avec une vue très dégagée.

## Mobilier archéologique
La chambre avait précédemment été vidée à une époque inconnue afin de la réutiliser comme abri. Le mobilier archéologique retrouvé et attribuable à l'époque préhistorique se limite à quinze tessons d'une céramique à pâte noirâtre sans décor, deux petits éclats en silex, un fragment de quartz et un fragment de lame en calcaire.